# Rover (ruimtevaart)

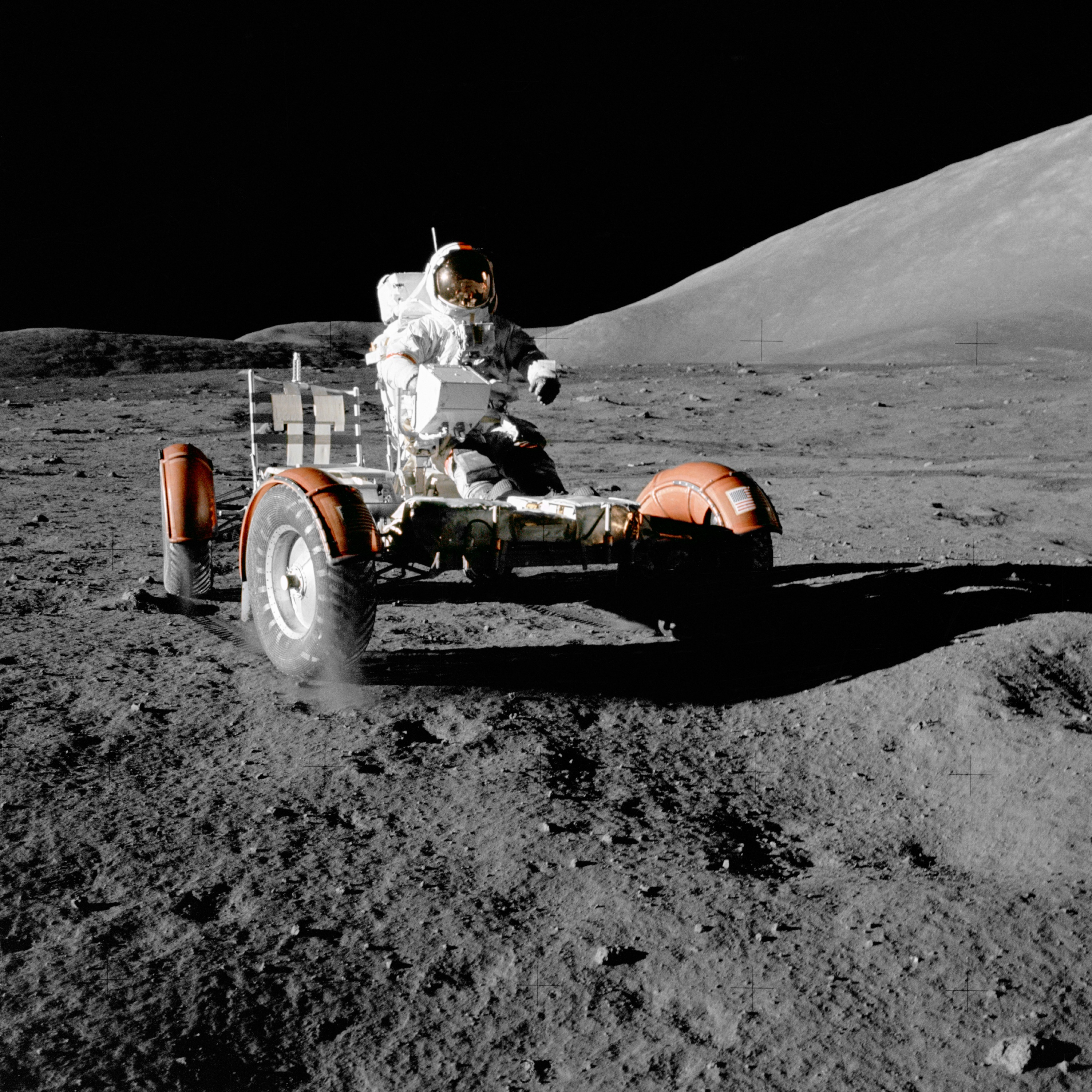
Astronaut Eugene Cernan rijdt in een maanwagen tijdens de Apollo 17-missie (1972)

Een rover (Engels voor "verkenner", letterlijk "rondtrekker" of "rondreiziger") is een voertuig dat zich kan voortbewegen over de oppervlakte van een planeet of een ander hemellichaam. Het kan gaan om een onbemande robot die op afstand bestuurd wordt of semiautonoom is, maar het kan ook een bemand voertuig zijn waarmee astronauten op een andere planeet kunnen rondrijden.
Een bekende rover is de maanwagen (Lunar Rover Vehicle) waarmee Amerikaanse astronauten op de Maan rondreden.

## Kenmerken
Door de mogelijkheid om zich op eigen kracht voort te bewegen, hebben rovers het voordeel dat ze een veel groter gebied kunnen onderzoeken en vastleggen dan stationaire landers kunnen doen. Als ze aangedreven worden door zonnecellen, kunnen ze zich in de winterperiode op zonnige plekken vestigen.
Missies met rovers hebben wel een grote technische complexiteit en daardoor grotere kans op mislukking dan missies met ruimtesondes die in een baan rond de planeet blijven of landers die op één plek blijven. Rovers landen op een planeet door middel van een lander, en na de landing moet de lander de rover op de planeetoppervlakte plaatsen, of de rover moet op eigen kracht de lander uitrijden. Hierbij kan van alles misgaan. Een andere risicofactor is dat rovers die op planeten op grote afstand van de Aarde rondrijden alleen met een flinke vertraging bestuurd kunnen worden, door de lange tijd die de radiosignalen er in beide richtingen over doen om de afstand te overbruggen. Deze rovers moeten dus semiautonoom kunnen handelen.
De wagens moeten over ruig en onbekend terrein kunnen rijden en extreme omstandigheden kunnen weerstaan, zoals enorm hoge en lage temperaturen en druk. Ook moeten ze tegen stof en corrosie kunnen en tijdens de missietijd blijven werken zonder mogelijkheid tot reparatie.

## Actieve rovermissies

### Curiosity

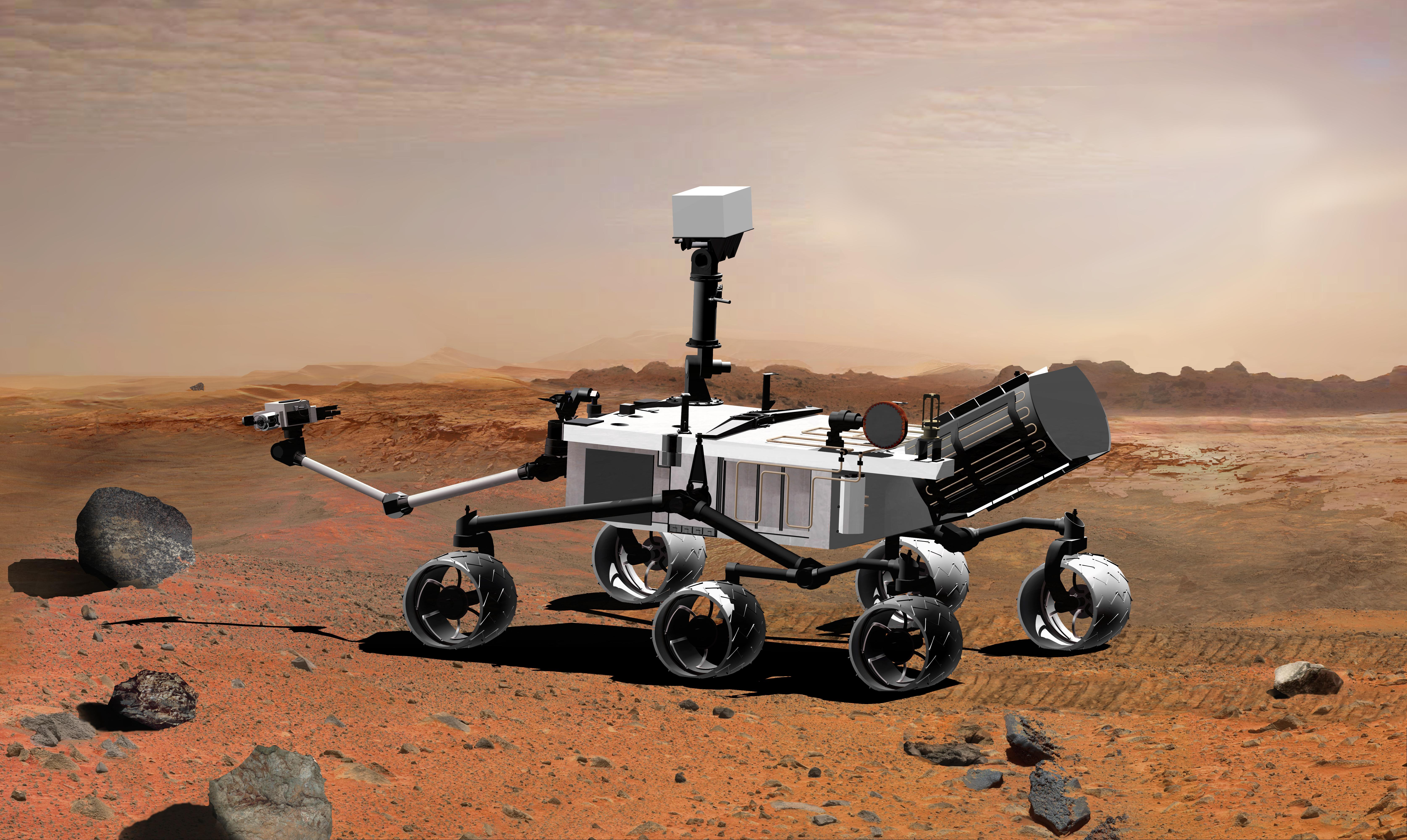
Computerillustratie van de Curiosity

De NASA zette in 2012 een nieuwe rover op Mars neer als deel van het Mars Science Laboratory-programma. De lancering van deze rover, de Curiosity, vond plaats op 26 november 2011 met behulp van een Atlas V 541-raket. Op 6 augustus 2012 landde Curiosity op Mars.
De rover heeft zes wielen, een robotarm en camera's die op manshoogte geïnstalleerd zijn. Het kan zich 5 tot 20 kilometer van zijn landingsplaats verwijderen. Het was de bedoeling dat het minimaal een Marsjaar (687 dagen) in bedrijf blijft.

### Zhurong
China lanceerde op 23 juli 2020 de missie Tianwen-1 naar Mars. De missie omvat een orbiter, een lander en een rover, de Zhurong (祝融), vernoemd naar een Chinese vuurgod. De Zhurong werd op 15 mei 2021 (Chinese tijd) met een lander op Mars neergezet voor een missie van drie maanden in de regio Utopia Planitia. De rover met zes wielen weegt ongeveer 240 kilo en heeft een aantal camera's en instrumenten aan boord, waaronder een laser om rotsen te onderzoeken en een radar om onder de grond naar ijs te zoeken.

### Perseverance

Perseverance en Ingenuity op Mars, 7 april 2021

NASA lanceerde op 30 juli 2020 de Mars 2020-rover Perseverance naar Mars. De missie omvatte ook een experimentele helikopterrover genaamd Ingenuity.
Op 18 februari 2021 landde de rover op Mars, in Jezero, een diepe krater nabij de evenaar van de planeet, ooit een diep meer. De rover zal hier minstens twee jaar rondrijden om monsters te verzamelen die aanwijzingen kunnen geven over mogelijk leven op Mars.
Een rover van de ESA, bijgenaamd Fetch, zal vervolgens rond 2026 op Mars landen om de door de NASA-rover verzamelde monsters op te halen. De monsters worden hierna met een raket gelanceerd en terug naar de Aarde gestuurd, waar ze rond 2031 zullen arriveren.
Op 19 april 2021 maakte Ingenuity de eerste vlucht ooit op een andere planeet door een voortgedreven luchtvaartuig, door verticaal op te stijgen, in de lucht te blijven hangen, en weer op Mars te landen.
In januari 2024 werd de Ingenuity-missie beëindigd nadat bleek dat de rotor beschadigd was geraakt en de rover hierdoor niet meer kan vliegen.

### Pragyan

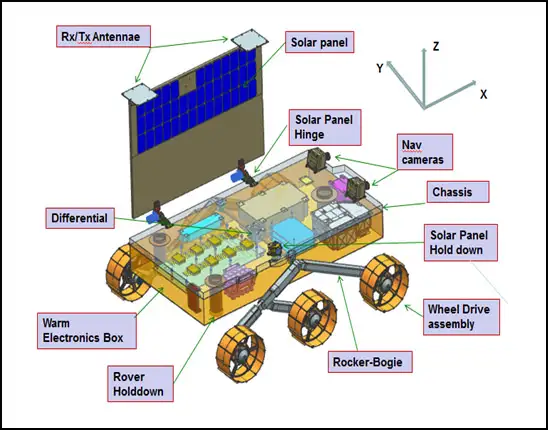
Illustratie van de Pragyan

De Indiase Chandrayaan-3-missie naar de Maan werd op 14 juli 2023 gelanceerd vanaf Satish Dhawan Space Centre. De missie omvat een rover genaamd Pragyan (Sanskrit voor "wijsheid") die nabij de zuidpool door een lander wordt neergezet. De rover weegt 26 kilo en heeft zes wielen. Het heeft vijf instrumenten aan boord, waarmee het onderzoek zal doen naar het oppervlak van de Maan, de atmosfeer en de tektonische activiteit op de Maan.
Op 23 augustus 2023 zette de Vikram-lander neer bij de zuidpool van de Maan. Vervolgens gebruikte de Pragyan een hellingbaan om vanaf de Vikram naar het Maanoppervlak te glijden. De Pragyan zal zich met een snelheid van ongeveer 1cm per seconde over de Maan bewegen. De informatie verzameld door de rover wordt naar de Vikram gestuurd, die het volgens via het ruimtevaartuig van de Chandrayaan-2-missie (dat nog steeds in een baan rond de Maan is) terugstuurt naar de Aarde.

### LEV-1 en LEV-2
Op 19 januari 2024 landde de Japanse ruimtevaartorganisatie JAXA twee kleine rovers op de Maan als onderdeel van de Smart Lander for Investigating Moon (SLIM)-missie. De maanlander landde ondersteboven en staat niet op zijn poten, waaronder de zonnepanelen in de verkeerde richting staan. De rovers werden echter losgelaten voordat het ruimtevaartuig landde, en zijn met succes op het Maanoppervlak neergezet.
De minirovers, of lunar excursion vehicles (LEVs), zijn ontworpen om op de Maan rond te springen en metingen te maken met een thermometer, stralingsmeter en hellingssensor, en deze metingen terug naar de Aarde te sturen. Een van de rovers, LEV-1, heeft een antenne en camera aan boord en maakte foto's van de Maanlander na de ongelukkige landing. De tweede rover, LEV-2, werd deels ontworpen door Takara Tomy, een speelgoedbedrijf bekend van de Transformers. De balvormige rover bevat twee camera's en kan openknappen, waarbij de twee helften van de bal veranderen in wielen. 

## Toekomstige rovermissies

### ExoMars

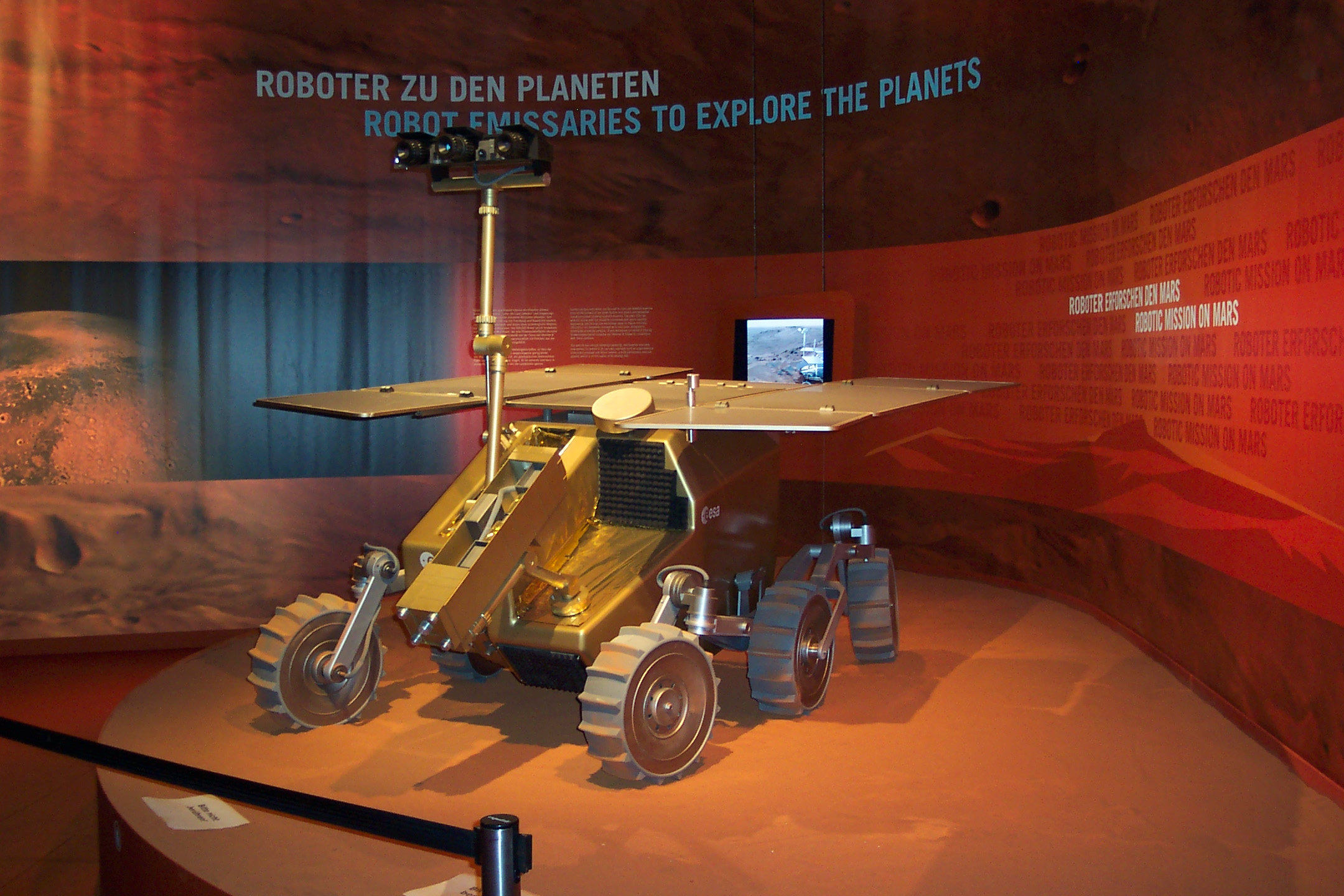
Model van de ExoMars-rover

De ESA is van plan om in 2028 een rover naar Mars te sturen als onderdeel van het ExoMars-programma, met een verwachte landing op Mars in 2030.
De Britse astronaut Tim Peake kondigde in februari 2019 in Stevenage (waar de ExoMars-rover samengesteld wordt) aan dat de rover vernoemd wordt naar de DNA-onderzoeker Rosalind Franklin. De Rosalind Franklin beschikte over zes wielen, instrumenten en een boor. De rover zal tot op twee meter diep kunnen boren, monsters van rotsmateriaal nemen en onderzoeken, naar water zoeken en het weer bestuderen. Met deze instrumenten, de zogenaamde Analytical Laboratory Drawer (ALD), kan de rover zoeken naar de aanwezigheid van complexe organische moleculen op Mars, die aangeven dat levensvormen zich op de planeet ontwikkeld kunnen hebben.
De Rosalind Franklin-missie was oorspronkelijk een gedeeld Europees-Russische missie en stond gepland voor 2022, maar na de Russische invasie van Oekraïne werd in juli 2022 besloten de missie te annuleren. In plaats daarvan zou Perseverance de monsters zelf verzamelen, en anders zouden hiervoor vliegende minirovers van NASA ingezet worden. Ter vervanging presenteerde de ESA plannen voor een missie naar de Maan die ook rovers zou omvatten.  In 2025 werd echter besloten de missie te hervatten, waarbij de NASA de Russische onderdelen overneemt.

### Artemis
Met het Artemisprogramma is NASA van plan vanaf 2030 astronauten op de Maan neer te zetten. NASA wil hiervoor een nieuwe maanwagen gebruiken, de Lunar Terrain Vehicle (LTV), en heeft hiervoor in april 2024 drie verschillende commerciële partijen gekozen: Intuitive Machines, Lunar Outpost en Venturi Astrolab. Na een jaar zal NASA een van deze drie bedrijven selecteren om de nieuwe LTV te bouwen en onderhouden. Het contract heeft een totale waarde van 4,6 miljard dollar.
De LTV zal geen drukcabine hebben (astronauten moeten dus hun ruimtepakken aanhouden), en het moet semi-autonoom zijn (het kan ook zonder astronauten rondrijden). De wagens moeten meer vracht kunnen vervoeren dan de oorspronkelijke Maanwagens die tijdens het Apolloprogramma gebruikt werden, en ook langere afstanden kunnen afleggen dan de oorspronkelijke Maanwagens.

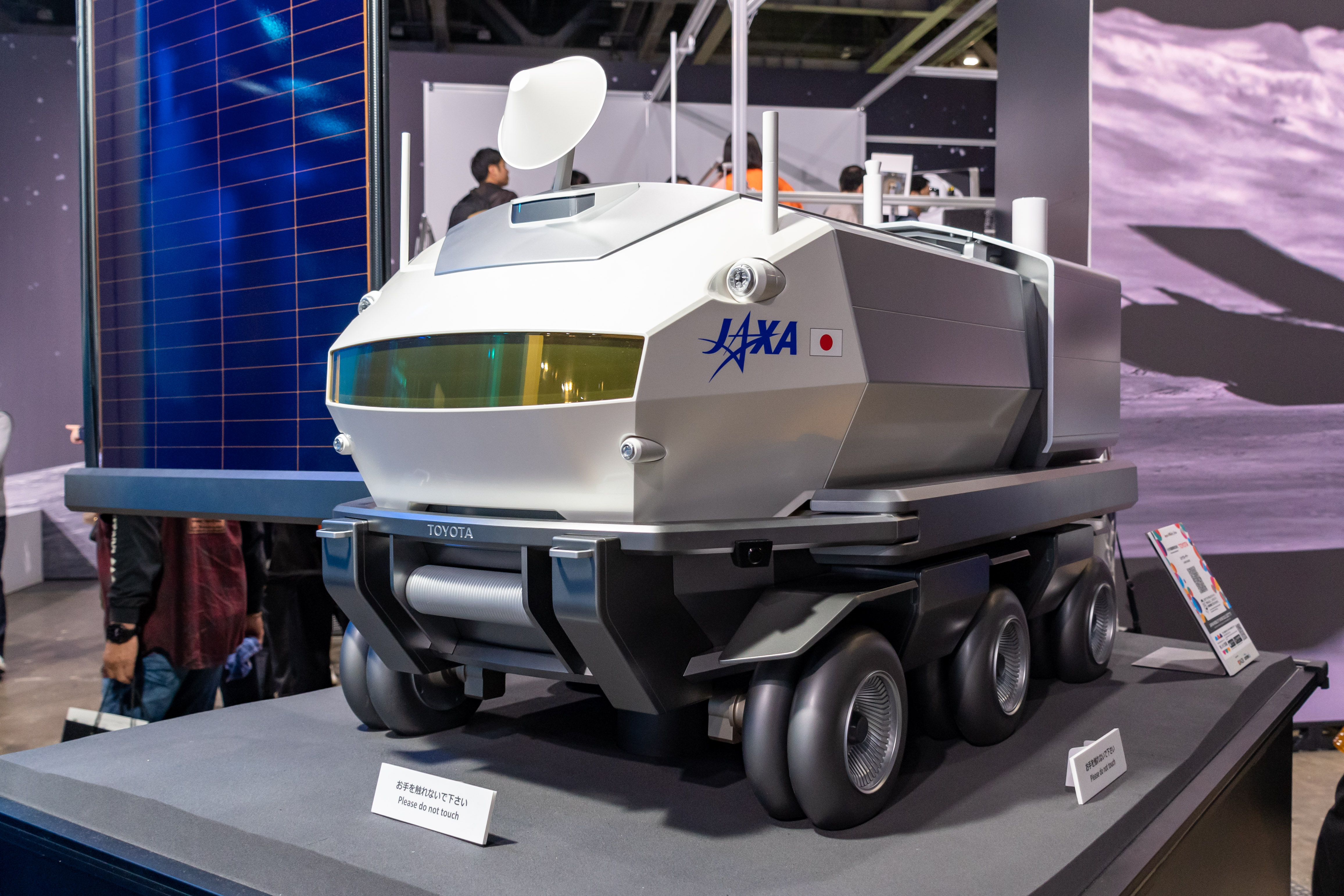
Model van de Lunar Cruiser

Daarnaast ontwikkelt de Japanse ruimtevaartorganisatie JAXA samen met Toyota de Lunar Cruiser, een Maanwagen die bedoeld is als verblijf- en werkruimte, en tevens zal worden gebruikt om de zuidelijke Poolregio van de Maan te verkennen. De cabine zal onder druk staan, zodat astronauten geen ruimtepak nodig hebben. Astronauten zullen tot 30 dagen kunnen verblijven in de wagen, die wat weg heeft van een kampeerauto.
Deze Lunar Cruiser zal waarschijnlijk minstens 6 meter lang zijn en 13 vierkante meter leefruimte omvatten. De wagen zal rijden op zes wielen en een bereik hebben van maximaal 10.000 kilometer. De wagen is ontworpen voor twee astronauten, maar zal ruimte bieden aan maximaal vier. De Lunar Cruiser zal worden voortgestuwd door een waterstof-brandstofcel en zonnepanelen. De wagen wordt naar planning in 2031 naar de Maan getransporteerd als deel van de Artemis VII-missie en minstens 10 jaar gebruikt worden.
Australië is van plan om op zijn vroegst in 2026 een rover op de Maan neer te zetten. De rover, ontwikkeld door de Australian Space Agency, wordt getransporteerd naar de Maan door NASA als onderdeel van het Artemisprogramma. Na een publieksstemming eind 2023 kreeg de rover de naam Roo-ver, een verwijzing naar kangoeroes. De rover weegt ongeveer 20 kilo en zal grondmonsters (regoliet) verzamelen, waaruit NASA gaat proberen zuurstof te onttrekken, een stap richting menselijke bewoning van de Maan.

### CADRE
NASA's Cooperative Autonomous Distributed Robotic Exploration (CADRE)-project werkt aan het idee van een vloot van minirovers die kunnen samenwerken en samen beslissingen kunnen nemen. Als één van de rovers uitvalt, kunnen de resterende rovers blijven doorwerken. Een geplande demonstratiemissie zal de enorme lavabuizen onder het oppervlak van de Maan verkennen. Een van de minirovers zou kunnen neerdalen in een lavabuis en data terugsturen naar de andere rovers. De rover zou waarschijnlijk niet in staat zijn om weer uit de buis te kruipen, maar dit zou geen mislukking van de missie zijn, omdat de resterende rovers de missie kunnen voortzetten.

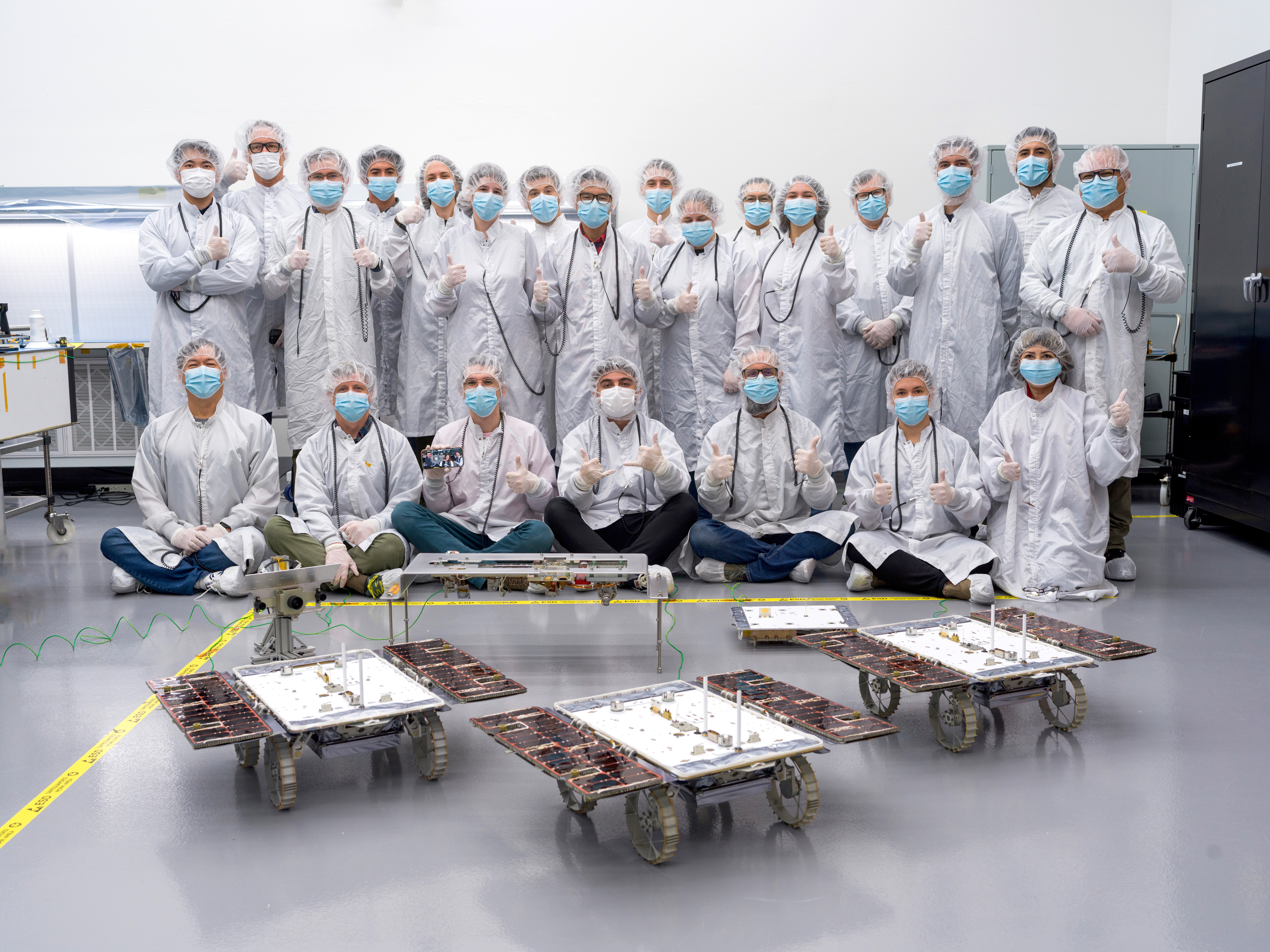
De drie CADRE-rovers

Een drietal CADRE-rovers zullen naar verwachting in 2024 naar de Maan worden getransporteerd met een Nova-C.

### Andere geplande missies naar de Maan
Amazon-directeur Jeff Bezos presenteerde in mei 2019 plannen om uiterst 2024 met het Blue Moon-ruimtevaartuig op de Maan te landen. De Blue Moon, die wordt ontwikkeld door Bezos' bedrijf Blue Origin, zal maximaal vier autonome rovers aan boord hebben om het Maanoppervlak te verkennen.
De Verenigde Arabische Emiraten kondigden in september 2020 plannen aan om in 2024 een rover op de Maan neer te zetten. De rover zal instrumenten bevatten om de regoliet van de Maan te onderzoeken. Tevens zal de rover camera's bevatten. Het is een kleine rover, die 10 kg weegt. De missie zal gebruik maken van een lander van een ander land of een bedrijf om de rover op de Maan te deponeren.
Canada kondigde in mei 2021 aan dat het land van plan is om uiterlijk in 2026 een rover op de Maan te landen. De missie wordt uitgevoerd door de Canadian Space Agency in samenwerking met NASA.

### Andere geplande rovermissies
De Martian Moons eXploration-missie van het Japan Aerospace Exploration Agency (JAXA) zal naar planning in 2026 een ruimtevaartuig lanceren naar de twee manen van Mars, Phobos en Deimos. Onderdeel van deze missie is een Duits-Franse rover, IDEFIX, ontwikkeld door het Centre National d'Etudes Spatiales (CNES) en het Deutsches Zentrum für Luft- und Raumfahrt (DLR), die het oppervlak van Phobos zal onderzoeken.
NASA is van plan om in 2028 een missie te sturen naar Titan, de grootste maan van Saturnus, met een verwachte aankomst in 2034. Onderdeel van deze Dragonfly-missie is een drone die zelfstandig kan rondvliegen op de maan - een vliegende rover dus. De rover heeft acht rotors om mee te vliegen en zal naar verwachting meer dan 170 kilometer afleggen over een periode van 32 maanden.
De Scarab en de ATHLETE zijn Maanrovers ontwikkeld door NASA. Ook werkt NASA aan de Space Exploration Vehicle (SEV), een nieuw bemand voertuig voor zowel planeten als missies in de ruimte. De SEV heeft 12 wielen en ruimte voor twee astronauten om er twee weken in te verblijven. De LORAX is een NASA-rover in ontwikkeling voor onderzoek in Antarctica, op Aarde dus.
NASA werkt tevens aan een onderwaterrover, de Buoyant Rover for Under-Ice Exploration (BRUIE), bedoeld voor onderzoek onder het ijsoppervlak van Jupiters maan Europa en Saturnus' maan Enceladus. De rover zal in staat zijn langs de onderkant van ijsplaten te kruipen. NASA is van plan om een prototype van de rover te testen in Antarctica.

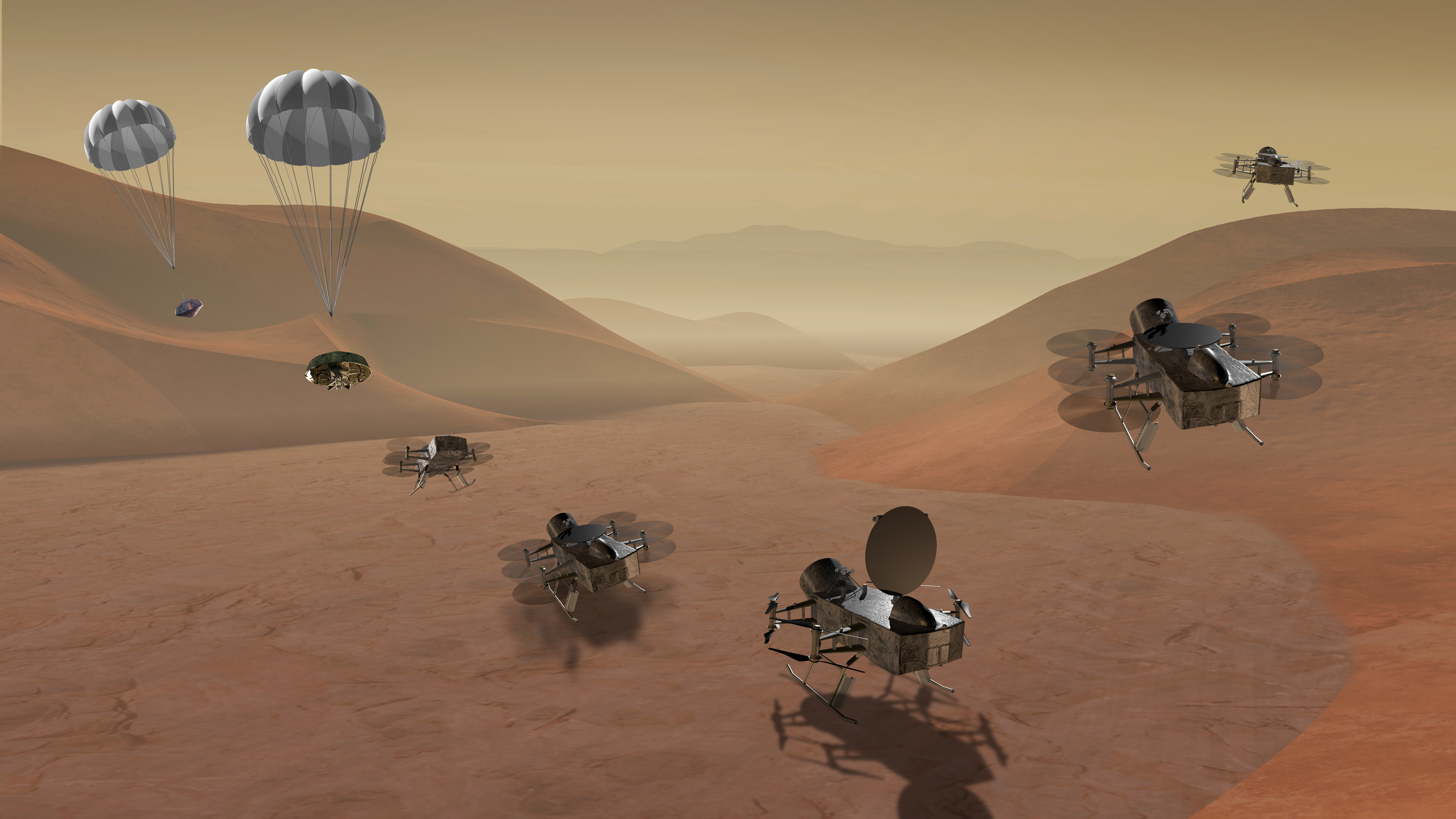
Illustratie van de vliegende rover van de Dragonfly-missie
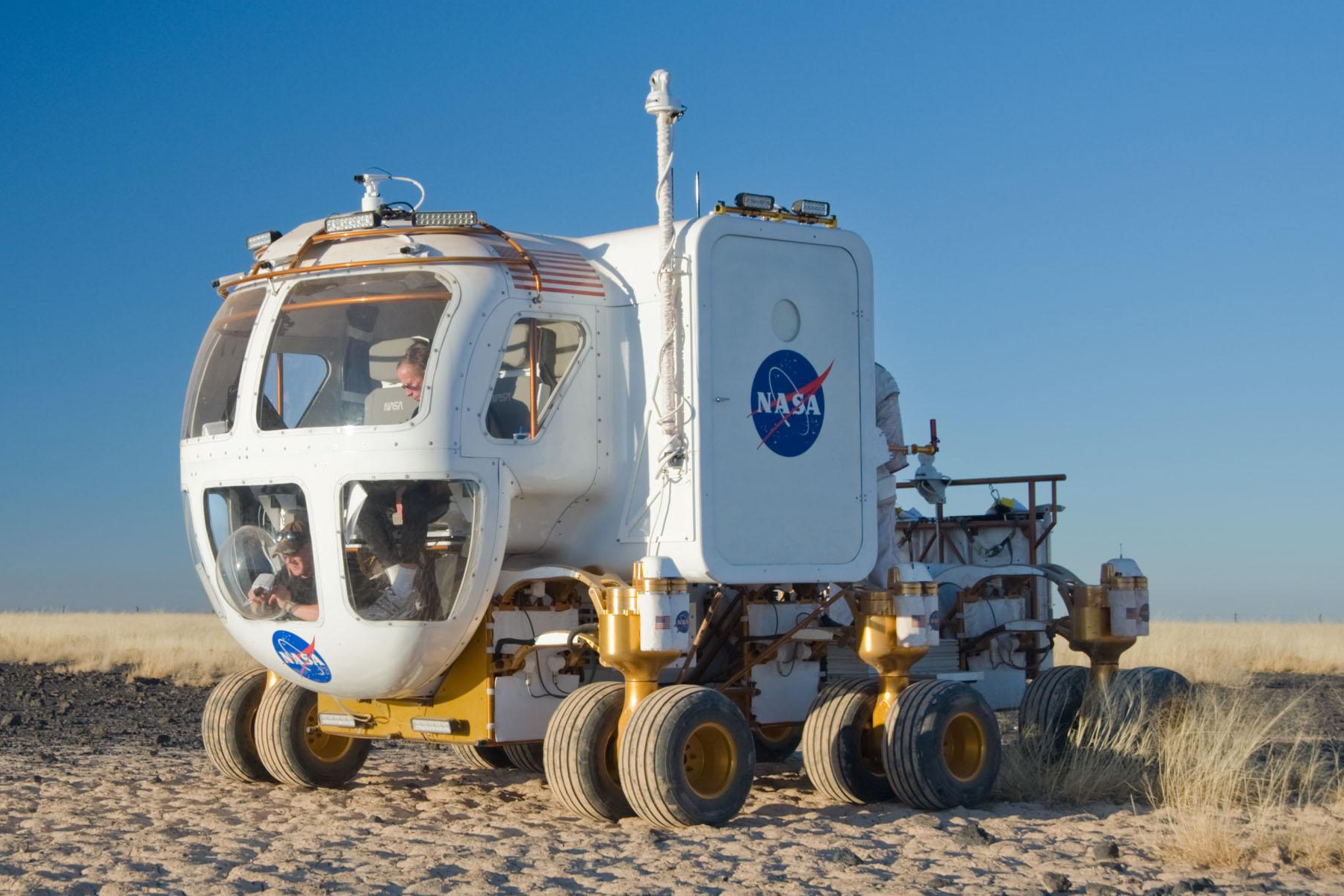
Het Space Exploration Vehicle, een bemande rover ontwikkeld door NASA
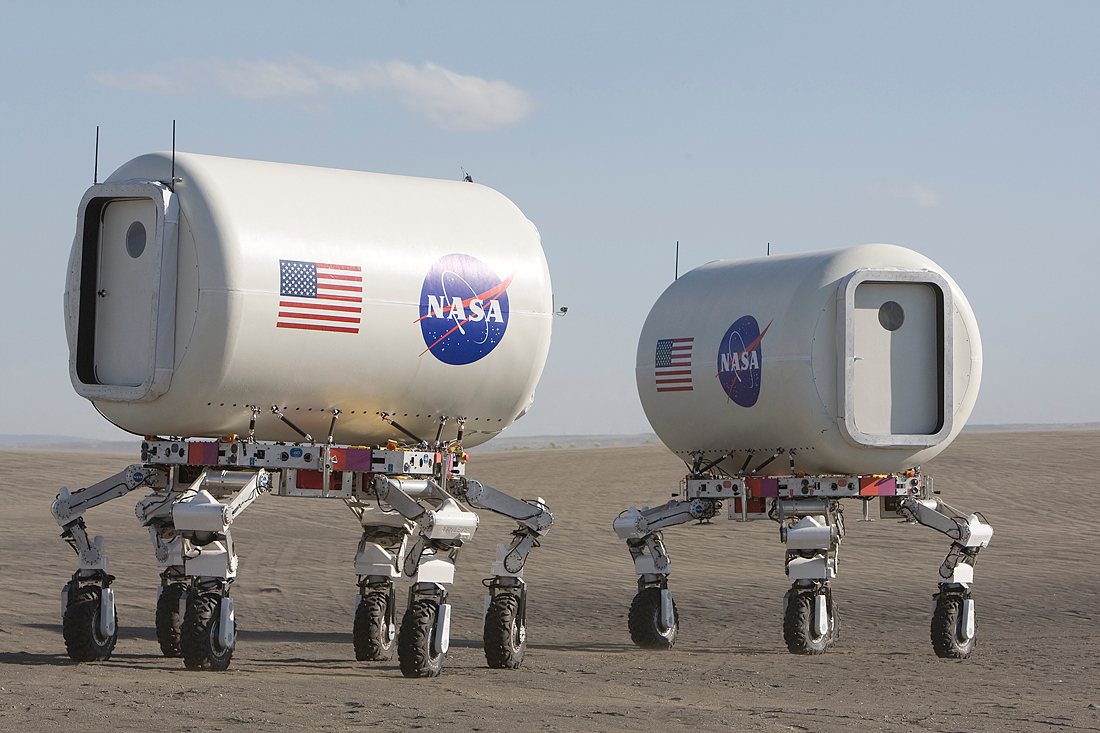
Prototypes van NASA's All-Terrain Hex-Legged Extra-Terrestrial Explorer (ATHLETE) met bemanningsmodules

## Geschiedenis

### Loenochod

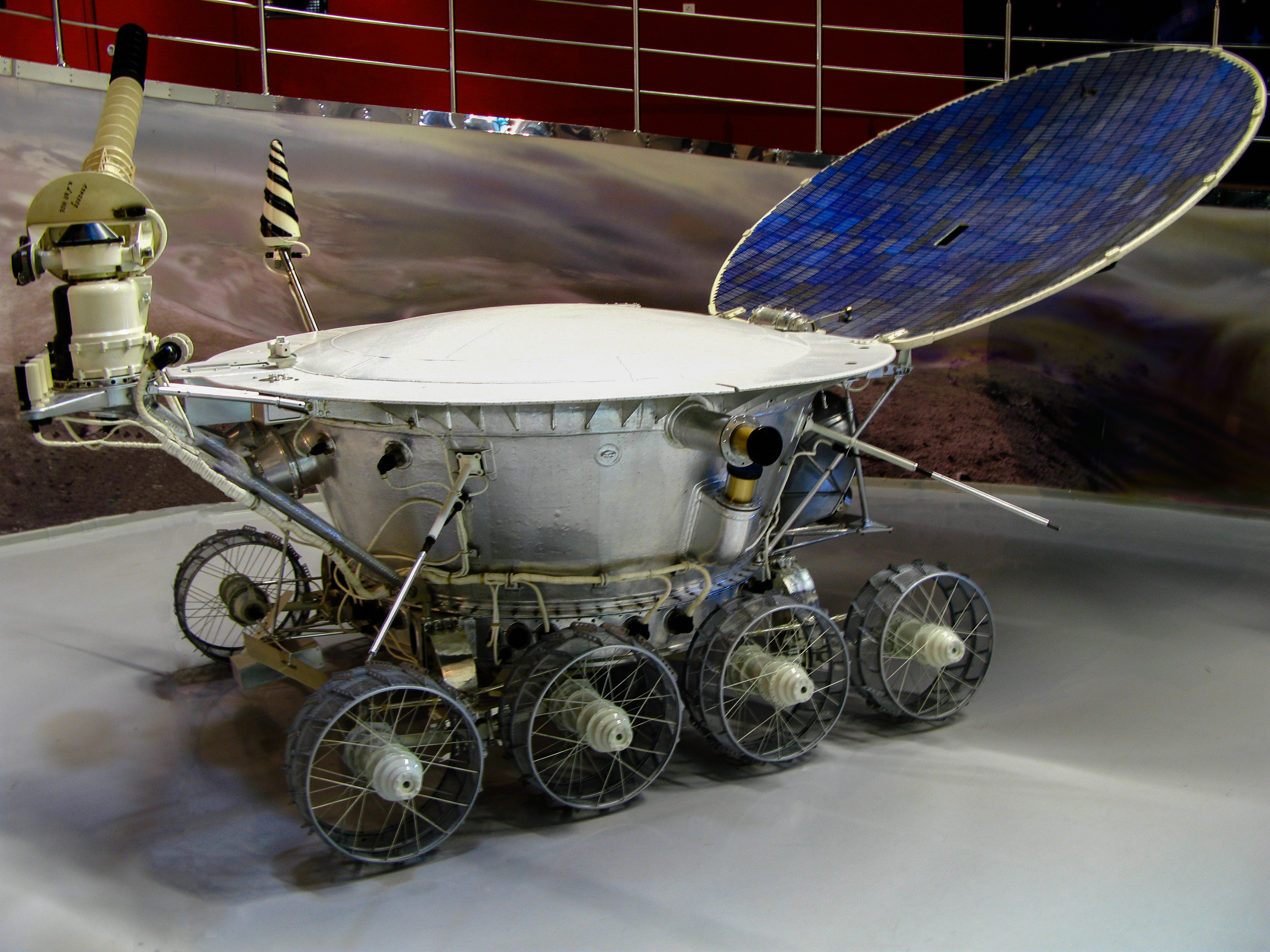
De Sovjet-Russische Loenochod 1 (1970) was de eerste rover op de Maan

De Sovjet-Unie was als eerste in de ruimte met rovers. De allereerste Sovjet-rover mislukte door problemen bij de lancering (19 februari 1969) van de Loena 1969A-ruimtesonde die het voertuig naar de Maan zou brengen. Een jaar later lukte het wel met de Loenochod 1, de eerste rover die met succes op een vreemd hemellichaam landde. Het voertuig werd op 10 november 1970 gelanceerd met de Loena 17. De lander van de Loena landde in het Mare Imbrium-gebied van de Maan op 17 november, waarna de Loenochod 1 uit de lander reed. Van 17 tot 22 november reed de rover 197 meter en maakte 14 close-upfoto's en 12 panoramafoto's van de Maan. De laatste communicatie met de Loenochod 1 was op 14 september 1971. Dit record van 11 maanden voor een rovermissie bleef 30 jaar staan, totdat de Mars Exploration Rovers het record verbraken.
Loenochod 2 werd door de Loena 21 naar de Maan gebracht. De ruimtesonde landde aan de oostkant van de Mare Serenitatis op 15 februari 1973. Een dag later, op 16 februari, rolde de Loenochod 2 de lander uit. De rover bleef 4 maanden lang operationeel en reed 37 kilometer over het Maanoppervlak. Het maakte 86 panoramafoto's en meer dan 80.000 televisiebeelden van de Maan. De rover voerde ook analyses van de grond uit.

### Prop-M
Ook op Mars probeerden de Sovjets de Amerikanen voor te zijn met een rover. Tijdens de Mars 3-missie zette de lander neer op de planeet op 2 december 1971. De lander had een kleine rover aan boord, Prop-M genaamd, die aan de lander vastzat met een "navelstreng" van 15 meter. De rover was semiautonoom en had ski's om zich voort te bewegen. De lander had een robotarm om de rover op het Marsoppervlak neer te zetten. De missie mislukte echter omdat het radiocontact met de lander veertien seconden na de landing verloren ging; de rover werd dus nooit uitgezet.
Latere Sovjetmissies naar Mars (Mars 4NM en Mars 5NM) zouden rovers met de naam Marshokhod op de planeet neerzetten. Deze missies werden geannuleerd omdat de N1-draagraket niet geschikt bleek.

### Apollo-maanwagen

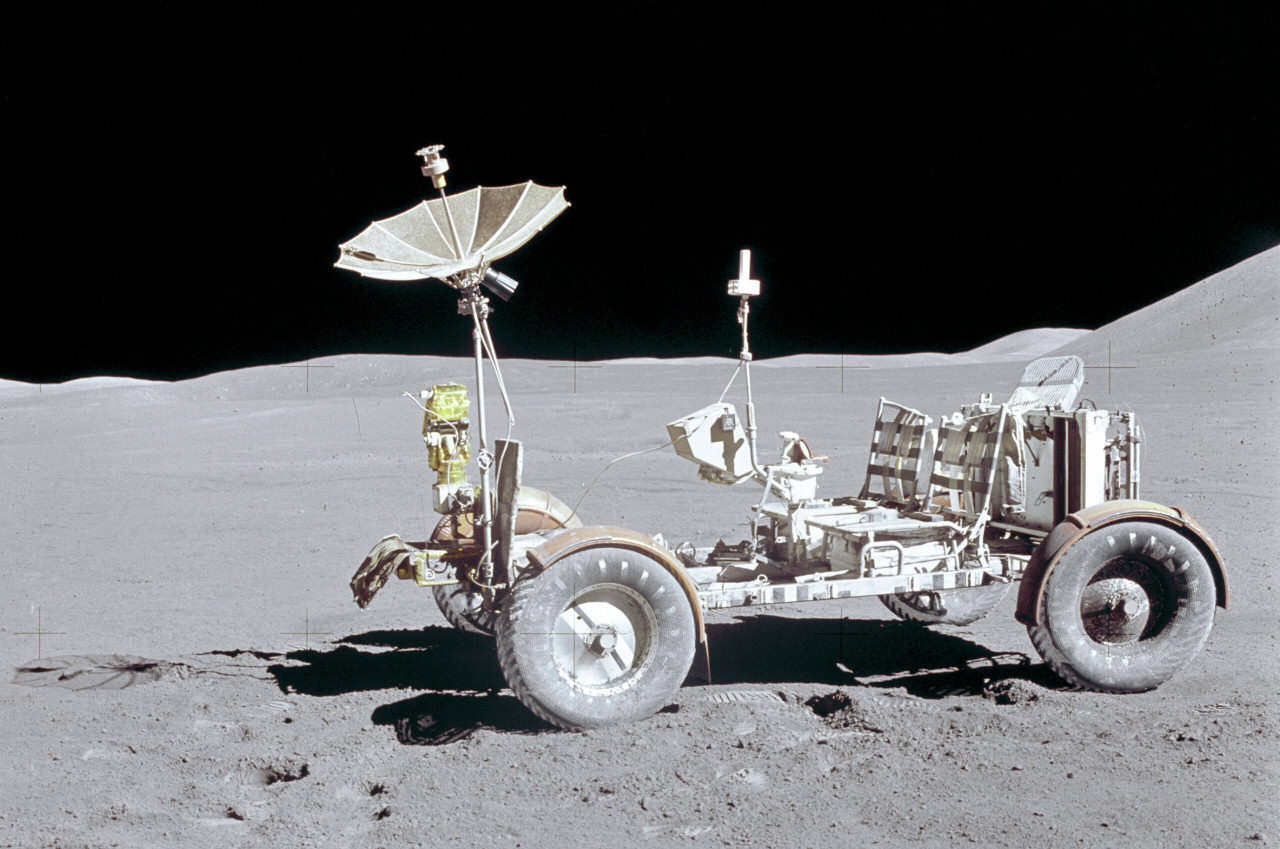
De maanwagen van de Apollo 15-missie (1971)

De Amerikaanse ruimtevaartorganisatie NASA stuurde in 1971 en 1972 rovers mee met drie Apollomissies: Apollo 15, Apollo 16 en Apollo 17. Dit waren geen robots maar maanwagens waarmee de astronauten konden rondrijden. De Lunar Roving Vehicle was een elektrisch voortgedreven voertuig met plaats voor twee astronauten, hun uitrusting en apparatuur om grondmonsters te nemen. De missiecommandant zat in de linkerstoel en diende als rijder van de wagen. De wagen had vier wielen en een grote schotelantenne gemonteerd aan de voorkant van de wagen.
Officieel hadden de wagens een maximale snelheid van 13 kilometer per uur. Het snelheidsrecord werd gezet door Eugene Cernan die een snelheid van 18 kilometer per uur noteerde tijdens de Apollo 17-missie.
De maanwagen werd voor het eerst ingezet op 31 juli 1971, tijdens de Apollo 15-missie. Tijdens deze missie bestreek de wagen een afstand van 27,76 kilometer in een radius van 5 kilometer rond de lander. Tijdens de Apollo 16-missie werd 26,55 kilometer gereden in een radius van 4,5 kilometer, en tijdens de Apollo 17-missie werd 35,89 kilometer gereden in een radius van 7,6 kilometer.
Alle drie rovers werden na afloop van de missies op de Maan achtergelaten.

### Sojourner

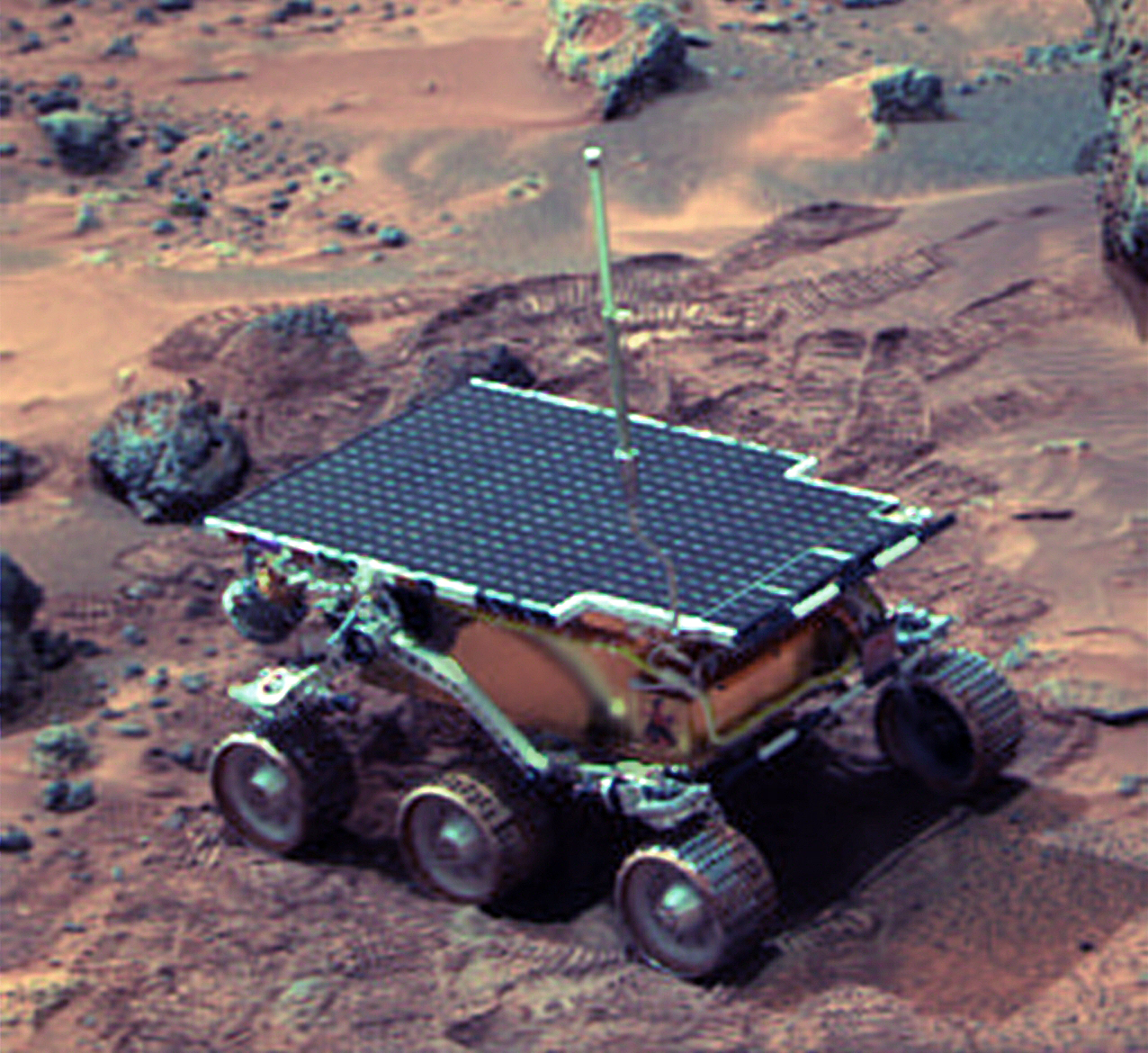
De Sojourner op Mars (1997)

De eerste rover die met succes op Mars rondreed was de robot Sojourner, onderdeel van de Amerikaanse Mars Pathfinder-missie in 1996. De Pathfinder werd op 4 december 1996 gelanceerd en landde in het Chryse Planitia-gebied van Mars op 4 juli 1997, waarna de Sojourner de lander verliet.
De Sojourner had zes wielen en kon zich tot een afstand van een halve kilometer van de lander begeven. De maximaal bereikte snelheid was 1 centimeter per seconde. De rover stuurde 550 foto's van Mars terug naar de Aarde en analyseerde grondmonsters op 16 locaties rond de lander.
De rover bleef drie maanden actief. Het laatste radiocontact was op 27 september 1997.

### Mars Exploration Rover

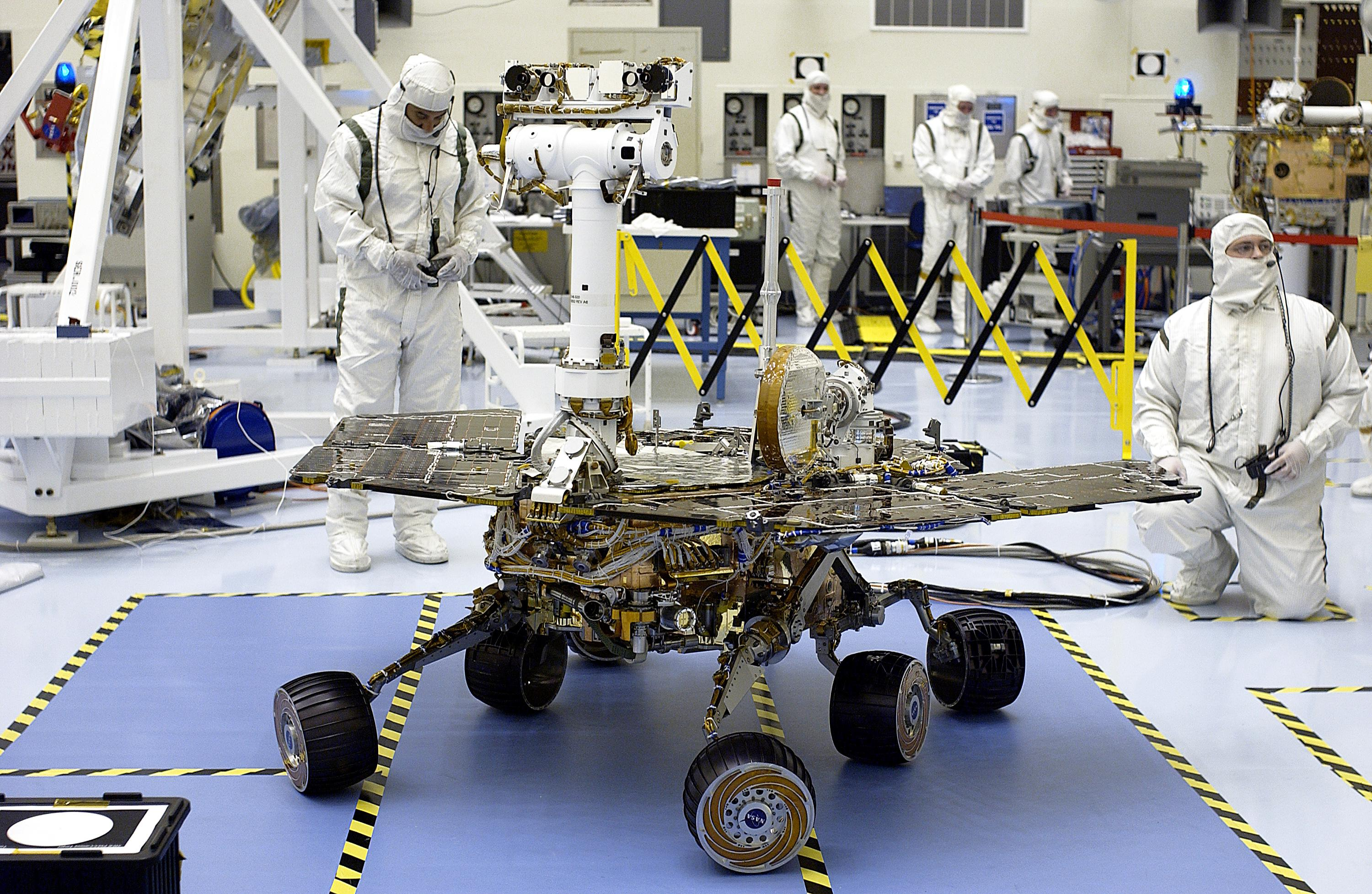
De Opportunity wordt getest voor de lancering

Tijdens de Amerikaanse Mars Exploration Rover-missie werden twee rovers in 2003 naar Mars gestuurd. De Spirit landde op 4 januari 2004 en de Opportunity landde drie weken later, op 28 januari, aan de andere kant van de planeet.
De rovers zijn vrijwel identiek aan elkaar. Ze hebben zes wielen die onafhankelijk van elkaar kunnen draaien en bewegen. De wielen hebben een speciaal veersysteem dat het mogelijk maakt om over rotsen en andere obstakels te rijden die tot twee keer zo groot als de wielen zijn. De rovers zijn bedekt met zonnepanelen die de benodigde elektriciteit genereren om voort te bewegen en de apparatuur aan boord te voeden. Naast camera's en meetinstrumenten hebben de rovers een speciaal werktuig aan boord, Rock Abrasion Tool geheten, waarmee ze een stukje van het buitenste laagje van rotsen kunnen slijpen om zodoende het onderliggende materiaal te bestuderen.
Zowel de Spirit als de Opportunity hebben water op Mars ontdekt. De krater waarin de Opportunity landde, was vroeger de kust van een meer of zee.
Op 1 mei 2009 bleef de Spirit vastzitten. Na negen maanden gaf de NASA de pogingen op om de rover weer los te krijgen en besloot de wagen verder als stationair onderzoeksplatform te gebruiken. De Opportunity rijdt nog steeds rond op Mars en heeft zo'n 26 kilometer afgelegd. Op 19 mei 2010 brak de Opportunity het record voor de langste Marsmissie aller tijden.
Op 10 juni 2018 verloor NASA het contact met Opportunity na een enorme stofstorm. Het lukte niet het contact te herstellen. Op 12 februari 2019 werd de missie beëindigd.

### PLUTO
De Planetary Undersurface Tool (PLUTO) was een roverachtige boor die deel uitmaakte van de Mars Express-missie van de Europese Ruimtevaartorganisatie (ESA) in 2003. Vanuit de Beagle 2-lander zou de PLUTO zich, met behulp van een speciaal veermechanisme, als een soort mol over de oppervlakte voortbewegen en zichzelf de grond in boren om monsters onder de grond te nemen. De PLUTO had dus geen wielen. Het zat vast aan de lander door middel van een elektriciteitskabel.
De PLUTO werd echter nooit in werking gesteld. Het radiocontact met de Beagle 2-lander ging verloren voordat deze op 25 december 2003 zou landen op Mars.

### Chang'e
De Chinese ruimtemissie Chang'e 3 zette op 14 december 2013 een rover op de Maan, de Joetoe (Chinees: 玉兔; pinyin: Yùtù, "jadekonijn"). Het was China's eerste rover. De Joetoe zou naar planning voor een periode van drie maanden op de Maan rondrijden, maar de missie mislukte door technische problemen met de rover.

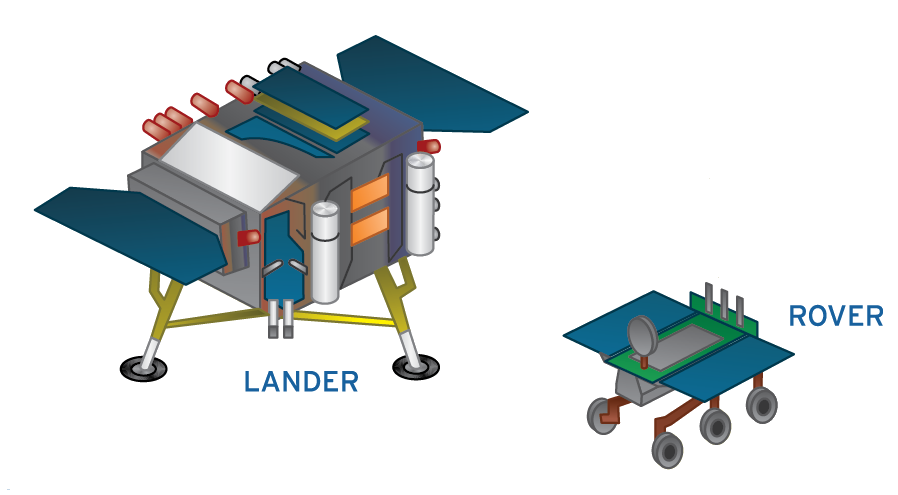
De lander en rover van de Chang'e 4-missie

Op 7 december 2018 begon de vervolgmissie Chang'e 4. Het was de eerste missie die het doel had op de achterkant van de Maan te landen. De rover had een panoramische camera, een radar om onder de oppervlakte van de Maan te kijken, een spectrometer om mineralen te identificeren en een experiment om de interactie van de zonnewind met de oppervlakte van de Maan te onderzoeken.
Op 3 januari 2019 landde de ruimtesonde op de Maan, waarna de rover Joetoe 2 werd uitgerold en 12 uur na de landing begon zich over het Maanoppervlakte voort te bewegen.
In mei 2019 maakten Chinese wetenschapper bekend in het tijdschrift Nature dat de rover mineralen heeft ontdekt die mogelijk afkomstig zijn van de mantel van de Maan.

### Hayabusa 2
De Japanse missie Hayabusa 2 landde twee identieke rovers, ROVER-1A en ROVER-1B, op de planetoïde Ryugu op 21 september 2018. De rovers werden op 55 meter hoogte losgelaten en vielen naar de oppervlakte van de planetoïde. De rovers waren uitgerust met stereoscopische camera's, temperatuur- en versnellingsmeetapparatuur, optische sensoren en gyroscopen. Een derde rover, de Mobile Asteroid Surface Scout (MASCOT), werd gedropt op 3 oktober.

### Chandrayaan-2
De Indiaas-Russische Chandrayaan-2-missie naar de Maan in 2019 omvatte een rover genaamd Pragyan (wijsheid). De geplande landing op 7 september 2019 mislukte echter nadat het contact met de maanlander verloren werd.

### HAKUTO-R
Het Japanse bedrijf iSpace lanceerde op 11 december 2022 de HAKUTO-R-missie naar de maan. Het doel was om een rover op de Maan te landen, die is gebaseerd op technologie oorspronkelijk ontwikkeld door het Japanse Hakuto-team dat deelnam aan de Google Lunar X Prize. Het Japanse Hakuto-team was een van de 29 teams uit 17 landen die streden om de Google Lunar X Prize, een prijs van 30 miljoen dollar om voor eind 2017 als eerste een rover op de Maan te landen die een afstand van meer dan 500 meter op de Maan zou afleggen en videobeelden terug naar de Aarde zou sturen. Er was geen winnaar, maar de wedstrijd wordt zonder geldprijs voortgezet.
De missie zou de Rashid Rover op de Maan neerzetten, een rover ontwikkeld in Mohammed bin Rashid Space Centre in Dubai. De rover was het eerste ruimtevaartuig op de Maan van Arabische makelij. Het zou worden voortgestuwd op zonne-energie en heeft vier camera's aan boord. De geplande rovermissie had een lengte van twee Maandagen - één dag om experimenten uit te voeren, en een tweede dag om te testen of de rover de extreme kou van de Maannacht kan weerstaan, waarbij de temperatuur tot wel −183 °C kan zakken. Daarnaast zou de lander van iSpace ook een kleine, tweewielige rover van de Japanse ruimtevaartorganisatie JAXA op de Maan neerzetten.
De missie mislukte echter. iSpace meldde op 26 april 2023 dat de lander onverwachts had versneld tijdens de landing en was neergestort op het oppervlak van de Maan.

### Peregrine Mission One
De Peregrine-lander van het Amerikaanse bedrijf Astrobotic Technology zou begin 2024 op de Maan landen en daar verschillende rovers neerzetten. Op 8 januari werd de landing echter afgeblazen, nadat het ruimtevaartuig door een brandstoflek niet in de juiste positie tegenover de Zon kon komen om de batterijen op te laden.
Een van de rovers die door Peregrine op de Maan zou worden neergezet was Asagumo, ontwikkeld door het Britse bedrijf Spacebit. De minirover woog slechts 1,3 kilo. Ook had deze vier armen in plaats van wielen of rupsbanden, waarmee hij over het Maanoppervlak kon "wandelen". Het zou de eerste rover met armen zijn die op de Maan zou worden neergezet, en tevens het eerste Britse ruimtevaartuig op het Maanoppervlak. Naar verwachting zou de rover maar één Maandag overleven. Ecuador en Mexico waren technische partners in de missie, de eerste keer dat Latijns-Amerikaanse landen deelnemen aan een missie naar de Maan.

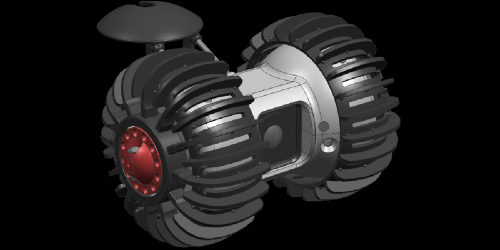
Illustratie van de Yaoki

De Peregrine-lander van Astrobotic zou tevens een Japanse minirover met twee wielen op de Maan neerzetten. De rover, genaamd Yaoki, werd ontwikkeld door het Japanse bedrijf Dymon.
NASA was van plan met de Peregrine-lander een minirover genaamd Iris op de Maan neer te zetten. De Iris was onderdeel van het project CubeRover van NASA, de Carnegie Mellon-universiteit en het ruimtevaartbedrijf Astrobotic Technology. Dit project vormde weer deel van NASA's Artemisprogramma, dat gericht is op een nieuwe menselijke Maanlanding. Iris was ongeveer even groot als een schoenendoos, woog 2,4 kilo en had vier wielen. De minirover zou aan boord van Astrobotic Technology's Peregrine-lander op de Maan worden neergezet en een afstand van ongeveer 50 meter afleggen om te onderzoeken hoe een Maanlanding het oppervlak van de Maan verandert en wat de beste manier is om over het Maanoppervlak voort te bewegen.

### VIPER

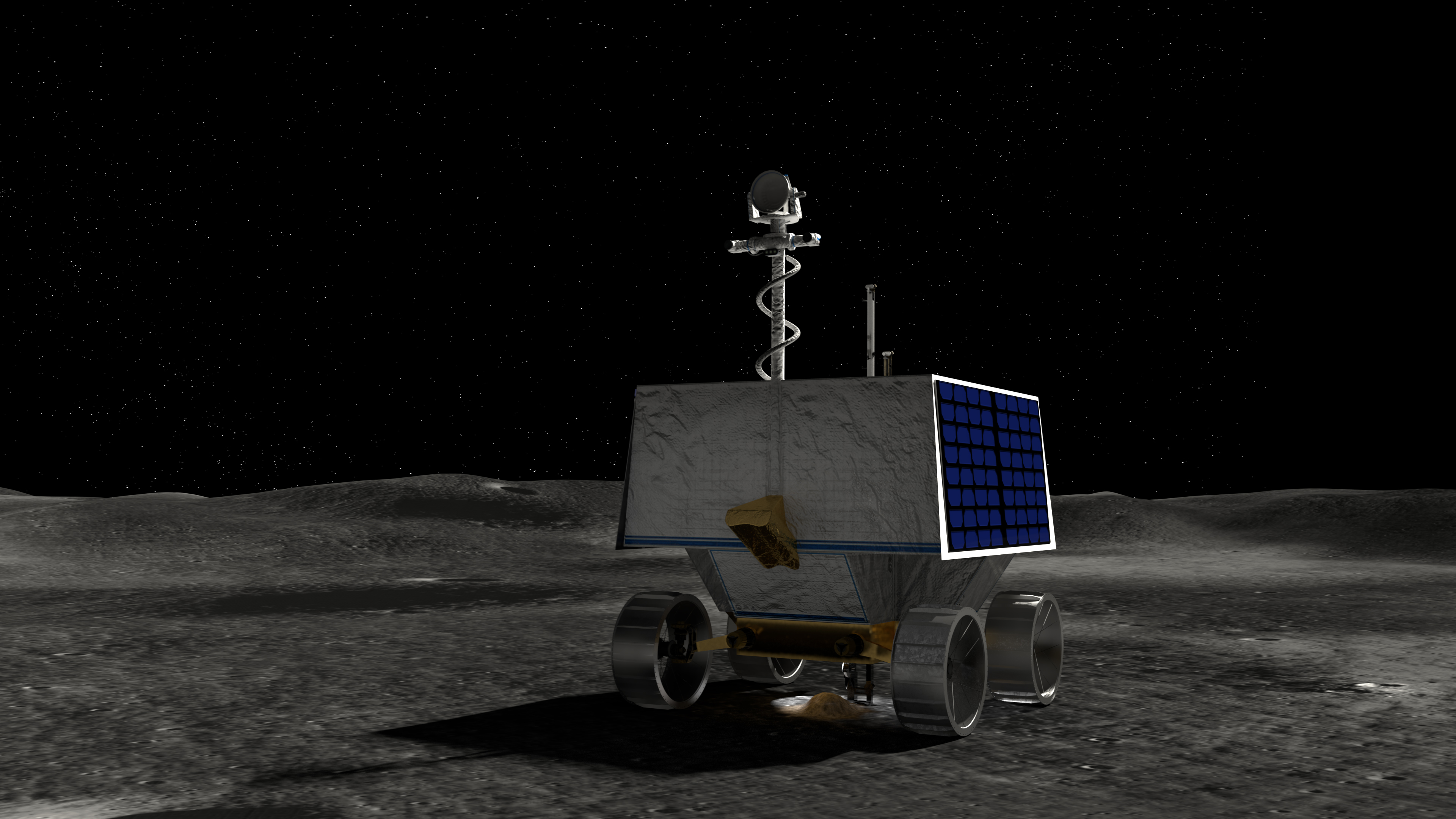
Illustratie van de VIPER-rover

NASA was van plan om in 2024 de Volatiles Investigating Polar Exploration Rover (VIPER)-rover naar de Maan te sturen. De rover zou zoeken naar ijs onder het Maanoppervlak nabij de zuidpool. De missie werd echter geannuleerd in juli 2024 wegens kostenoverschrijdingen en vertragingen. NASA is van plan om instrumenten en andere delen van de rover te hergebruiken voor toekomstige missies naar de Maan.
De rover zou op de Maan worden neergezet met de lander Griffin-1 van Astrobotic als onderdeel van NASA's Commercial Lunar Payload Services (CLPS)-programma. De verwachte missieduur was 100 dagen. In juni 2020 werd Astrobotic Technology de bouw van de VIPER gegund. De VIPER-rover zou op een hellingbaan vanuit de lander het Maanoppervlak oprijden. Het had vier wielen in plaats van zes, en de wielen waren onafhankelijk van elkaar. Dit zou het makkelijker maken om diepe kraters (waar de grond zachter is) in- en uit te rijden. Ook zou een tweede, veel kleinere rover tijdens de missie op de Maan worden neergezet, de CubeRover, tevens onwikkeld door Astrobotic.